# Baron Wharton
Baron Wharton ist ein erblicher britischer Adelstitel in der Peerage of England.

## Verleihung und Geschichte des Titels

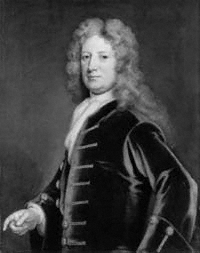
Thomas Wharton, 1. Marquess of Wharton, 5. Baron Wharton

Der Titel wurde am 30. Januar 1545 durch Erteilung eines Adelspatents (Letters Patent) von König Heinrich VIII. an den Ritter und Unterhausabgeordneten Sir Thomas Wharton verliehen, in Anerkennung insbesondere des von ihm kommandierten kriegsentscheidenden Sieges über die Schotten in der Schlacht von Solway Moss. Seine Familie entstammte der landed gentry in Westmorland und wurde bereits unter König Eduard I. erwähnt.
Sein Ur-ur-urenkel, der 5. Baron, war ebenfalls Unterhausabgeordneter und wurde am 23. Dezember 1706 in der Peerage of England zum Earl of Wharton, in the County of Westmorland, und Viscount Winchendon, of Winchendon in the County of Buckingham, erhoben. Am 7. Januar 1715 wurden ihm zudem in der Peerage of Ireland die Titel Marquess of Catherlough, Earl of Rathfarnham, in the County of Dublin, und Baron Trim, in the County of Meath, sowie am 15. Februar 1715 in der Peerage of Great Britain die Titel Marquess of Wharton, in the County of Westmorland, und Marquess of Malmesbury, in the County of Wilts, verliehen.
Dessen Sohn, der 2. Marquess, wurde am 28. Januar 1718 zudem in der Peerage of Great Britain zum Duke of Wharton, in the County of Westmorland, erhoben. Da er sich auf die Seite der Jakobiten stellte und 1727 bei Belagerung von Gibraltar auf spanischer Seite gegen die britische Krone gekämpft hatte, wurde er 1729 wegen Hochverrats geächtet und ihm seine Titel aberkannt. Die Ächtung wurde 1825 rückwirkend für unwirksam erklärt, wodurch alle seine Titel de iure bei seinem kinderlosen Tod 1731 erloschen.
1844 beantragte der Unterhausabgeordnete Colonel Charles Kemeys-Tynte (1778–1860) beim Committee for Privileges and Conduct des House of Lords seine Bestätigung als Co-Erben des Titels Baron Wharton. Er war ein Urgroßneffe zweiten Grades des Dukes in weiblicher Linie und vertrat den Standpunkt, die Baronie Wharton sei eine Barony by writ und damit auch in weiblicher Linie vererbbar. Auf Basis der damals vorliegenden Beweise, das Letters Patent war nicht mehr auffindbar, entschied das Committee am 28. Juli 1845, die Baronie sei durch Writ of Summons am 26. November 1548 von König Eduard VI. geschaffen worden. Demnach war die Baronie 1731 nicht erloschen, sondern in Abeyance zwischen seinen beiden Schwestern gefallen und beim kinderlosen Tod der Jüngeren de iure an die Ältere, Jane Wharton, als 7. Baroness gefallen und befand sich seit deren kinderlosem Tod 1761 in Abeyance zwischen deren Cousinen bzw. deren Nachfahren. Auf Basis dieser Entscheidung wurde die Abeyance am 15. Februar 1916 durch Writ of Summons zugunsten des Ur-urenkels des oben genannten Colonels, Charles Kemeys-Tyne, als 8. Baron Wharton beendet.
Beim Tod seiner Tochter, der 10. Baroness, fiel der Titel 1974 in Abeyance zwischen deren beiden Töchtern. Die Abeyance wurde am 4. April 1990 zugunsten der Älteren, Myrtle Robertson, als 11. Baroness beendet. Heutiger Titelerbe ist deren Sohn Myles Robertson, 12. Baron Wharton.
Inzwischen gilt es als gesichert, dass die Baronie tatsächlich 1545 durch Letters Patent geschaffen wurde, insofern handelt es sich bei der heutigen Baronie um einen Adelstitel aufgrund von Verfahrensfehlern. Die Beendigung der Abeyance im Jahre 1916 stellt insofern streng genommen eine Neuschaffung einer Baronie by Writ dar.

## Liste der Barone Wharton (1545)
- Thomas Wharton, 1. Baron Wharton (um 1495–1568)
- Thomas Wharton, 2. Baron Wharton (1520–1572)
- Philip Wharton, 3. Baron Wharton (1555–1625)
- Philip Wharton, 4. Baron Wharton (1613–1695)
- Thomas Wharton, 1. Marquess of Wharton, 5. Baron Wharton (1648–1713)
- Philip Wharton, 1. Duke of Wharton, 6. Baron Wharton (1698–1731) (Baronie abeyant 1731)
- Jane Wharton, de iure 7. Baroness Wharton (1706–1761) (einzelberechtigt 1739; Titel abeyant 1761)
- Charles Kemeys-Tyne, 8. Baron Wharton (1876–1934) (Abeyance beendet 1916)
- Charles Kemeys-Tynte, 9. Baron Wharton (1908–1969)
- Elisabeth Vintcent, 10. Baroness Wharton (1906–1974) (Titel abeyant 1974)
- Myrtle Robertson, 11. Baroness Wharton (1934–2000) (Abeyance beendet 1990)
- Myles Robertson, 12. Baron Wharton (* 1964)

Mutmaßliche Titelerbin (Heir Presumptive) ist die Tochter des aktuellen Titelinhabers, Hon. Meghan Robertson (* 2006).